# Ян Хиншун
Ян Хиншун (кит. 杨兴顺, Ян Синшунь, 1904—1989) — советский синолог, историк философии, китаец по происхождению.
В 1933 году окончил Коммунистический университет преподавателей общественных наук. Кандидат философских наук (15.VI.1948). Тема диссертации: «Философское учение Дао-Дэ-цзина». Доктор философских наук (1967). Докторская диссертация «Материалистическая мысль в древнем Китае», М., 1967, 478 л. (АН СССР. Институт философии). Преподаватель Китайской ленинской школы (Владивосток, 1933—1939), сотрудник Радиокомитета СССР (1941—1946). В 50-е годы сотрудник Института философии, научный сотрудник (1948), старший научный сотрудник (1951).
Участник XXV Международного конгресса востоковедов (Москва, 1960). Один из авторов «Краткого очерка истории философии» (Москва, 1960).

## Переводы с китайского
- Дао Дэ Цзин ([lib.ru/POECHIN/lao1.txt текст] в библиотеке lib.ru)

## Сочинения
- Ян Хиншун «Социологические взгляды Чэнь Ли-фу как идеологическая основа реакционной политики гоминьдана» // Философские записки. Т. 2. М., 1948.
- Ян Хиншун «Древнекитайский философ Лао-Цзы и его учение», Москва, 1950
- Ян Хиншун «Из истории борьбы за победу марксизма-ленинизма в Китае» М., 1957.
- Ян Хиншун «Зарождение философии в Китае» // Вопросы философии. 1955. № 1.
- Ян Хиншун «Из истории китайской философии» М., 1956.
- Ян Хиншун «Философия жизни» — идеологическое оружие империалистической реакции в Китае» // Вопросы философии. — № 1, 1948
- Ян Хиншун «О борьбе материализма с идеализмом в древнем Китае» // Вопросы философии. 1953. № 2.
- Ян Хин-шун «Теория познания моистов» // Вопросы философии. 1956. № 1.
- Ян Хин-шун «Ценный вклад в исследование истории китайской философии» // Вопросы философии. 1961. № 3.
- Ян Хин-шун, А. Д. Донобаев «Этические концепции Конфуция и Ян Чжу» // Десятая научная конференция «Общество и государство в Китае» Ч. I. М., 1979. C. 195—206.
- Ян Хиншун «Древнекитайская философия: В 2 т.» / Сост. Ян Хин-шун. Переиздание М: Принт, 1994. 748 с.
- Ян Хиншун «Материалистическая мысль в древнем Китае» М., 1984.-181 с.